# Gábor Delneky
Gábor László Delneky (ur. 29 maja 1932 w Budapeszcie, zm. 26 października 2008 w Orlando) – węgierski szablista, złoty medalista olimpijski i dwukrotny medalista mistrzostw świata.
Na igrzyskach olimpijskich w Rzymie w 1960 roku reprezentacja Węgier w składzie: Aladár Gerevich, Rudolf Kárpáti, Pál Kovács, Zoltán Horváth, Gábor Delneky i Tamás Mendelényi zdobyła drużynowo złoty medal. W rywalizacji indywidualnej nie wystąpił. Był to jego jedyny start olimpijski.
Podczas mistrzostw świata w Budapeszcie w 1959 roku razem z Aladárem Gerevichem, Zoltánem Horváthem, Rudolfem Kárpátim, Tamásem Mendelényim i Józsefem Szerencsésem wywalczył srebrny medal w zawodach drużynowych. W tej samej konkurencji Węgrzy z Delnekym w składzie zdobyli brązowy medal na mistrzostwach świata w Turynie dwa lata później.
W 1969 wyemigrował do Stanów Zjednoczonych, gdzie pracował jako inżynier. Zmarł w Orlando.